# Elisabeth Maier (Tischtennisspielerin)
Elisabeth Maier (* 1967) ist eine ehemalige österreichische Tischtennis-Nationalspielerin. Sie gehörte in den 1980er Jahren zu den besten Spielerinnen Österreichs.

## Werdegang
Elisabeth Maier spielte beim Verein ATUS Judenburg, der seit 1971 von ihrem Vater Alfred Maier († 2017), dem späteren Präsidenten des Steirischen Tischtennisverbandes, geleitet wurde. 1983 wurde sie zusammen mit Barbara Wiltsche österreichische Jugendmeister im Doppel.
Von 1985 bis 1988 und nochmals 1990 gewann sie die österreichische Meisterschaft im Einzel. Dazu kommen mehrere vordere Platzierungen:
- 1983: Platz 2 im Einzel, Sieg im Doppel mit Dolores Fetter, Platz 2 im Mixed mit Heimo Glanzer
- 1984: Sieg im Doppel mit Dolores Fetter
- 1985: Sieg im Doppel mit Sigrid Awart, Sieg im Mixed mit Stanislaw Fraczyk
- 1986: Platz 2 im Doppel mit Schell, Sieg im Mixed mit Stanislaw Fraczyk
- 1987: Sieg im Mixed mit Stanislaw Fraczyk
- 1989: Sieg im Doppel mit Schell, Platz 2 im Mixed mit Ding Yi
- 1990: Sieg im Doppel mit Schell, Sieg im Mixed mit Peter Eckel
- 1991: Platz 2 im Einzel

Zwischen 1983 und 1991 nahm sie viermal an Weltmeisterschaften und zweimal an Europameisterschaften teil. Dabei kam sie niemals in die Nähe von Medaillenrängen. In der ITTF-Weltrangliste belegte sie 1985 Platz 71. 1994 beendete sie ihre Laufbahn als Leistungssportlerin.
Elisabeth Maier ist seit 1994 verheiratet, führt dem Namen Elisabeth Egger und hat zwei Söhne. Seit 2007 arbeitet sie bei der Gemeinde St. Georgen ob Judenburg.

## Turnierergebnisse
| Verband | Veranstaltung     | Jahr | Ort        | Land | Einzel     | Doppel    | Mixed     | Team |
| ------- | ----------------- | ---- | ---------- | ---- | ---------- | --------- | --------- | ---- |
| AUT     | Weltmeisterschaft | 1991 | Chiba City | JPN  | letzte 64  | letzte 64 | Qual      | 29   |
| AUT     | Weltmeisterschaft | 1989 | Dortmund   | FRG  | letzte 128 | letzte 64 | letzte 64 | 20   |
| AUT     | Weltmeisterschaft | 1985 | Göteborg   | SWE  | letzte 64  | letzte 32 | letzte 64 | 20   |
| AUT     | Weltmeisterschaft | 1983 | Tokio      | JPN  | letzte 128 | letzte 64 | Qual      | 16   |